# Pierre Webó
Pierre Achille Webó Kouamo (Bafoussam, 20 de janeiro de 1982) é um ex-futebolista camaronês que atuava como centroavante. Atualmente é auxiliar técnico do İstanbul Başakşehir.

## Carreira como jogador

### Clubes
Revelado no Real Banjul em 1999, em 2000 transferiu-se para o Nacional, do Uruguai. Em 2003 iniciou sua trajetória na Europa, onde foi contratado pelo Osasuna e ficou por quatro temporadas. No ano de 2007 foi contratado pelo Mallorca, onde logo se adaptou e assumiu a titularidade. O atacante vivia um bom momento, chegando a brigar pela artilharia da La Liga, até sofrer uma fratura em dezembro que o deixou de fora por quatro meses.
No ano de 2011 foi contratado pelo İstanbul Başakşehir, e em 2013 chegou ao Fenerbahçe.
Entre 2015 e 2018 teve curtas passagens por Osmanlispor e Gazisehir, ambos da Turquia. No ano de 2018 retornou ao Nacional, onde disputou apenas duas partidas e anunciou sua aposentadoria.

### Seleção Nacional
Atuou pela Seleção Camaronesa entre 2003 e 2014, disputando um total de 59 partidas e marcando 19 gols. Representou os Leões Indomáveis no Campeonato Africano das Nações de 2006 e no de 2010. Foi convocado também para a Copa do Mundo FIFA de 2010, na África do Sul, e para a de 2014, realizada no Brasil.

## Pós-aposentadoria
Após se aposentar, Webó aceitou um convite do treinador Okan Buruk e passou a integrar a comissão técnica do İstanbul Başakşehir.
No dia 8 de dezembro de 2020, num jogo contra o Paris Saint-Germain válido pelo grupo H da Liga dos Campeões da UEFA, Webó foi alvo de um suposto racismo pelo quarto árbitro romeno, Sebastian Colțescu. O quarto árbitro teria usado um termo racista ao descrever e apontar Webó para o árbitro principal da partida, Ovidiu Hațegan. O incidente, ocorrido no primeiro tempo, fez com que os jogadores de ambas as equipes deixassem o campo e adiassem a partida. A UEFA também abriu uma investigação sobre o assunto.

## Títulos
Nacional
- Campeonato Uruguaio: 2001 e 2002

Fenerbahçe
- Süper Lig: 2013–14
- Copa da Turquia: 2012–13
- Supercopa da Turquia: 2014

### Prêmios individuais
- Artilheiro da Copa Sul-Americana: 2002 (4 gols)